# Costa Viola e Monte S. Elia
Costa Viola e Monte S. Elia este o arie protejată (arie specială de conservare — SAC, sit de importanță comunitară — SCI) din Italia întinsă pe o suprafață de 446 ha, din care 24 % marine.

## Localizare
Centrul sitului Costa Viola e Monte S. Elia este situat la coordonatele 38°20′23″N 15°50′03″E / 38.339722°N 15.834167°E.

## Înființare
Situl Costa Viola e Monte S. Elia a fost declarat sit de importanță comunitară în septembrie 1995 pentru a proteja 1 specie de plante și 7 specii de animale. Situl a fost protejat și ca arie specială de conservare în iunie 2017.

## Biodiversitate
Situată în ecoregiunea mediteraneană, aria protejată conține 10 habitate naturale: Tufărișuri termo-mediteraneene și de pre-deșert, Peșteri marine scufundate complet sau parțial, Pante stâncoase calcaroase cu vegetație casmofită, Recifuri, Straturi cu Posidonia (Posidonion oceanicae), Bancuri de nisip acoperite în permanență slab de apă marină, Vegetație anuală la limita mareei, Păduri de Castanea sativa, Păduri de Quercus ilex și Quercus rotundifolia, Faleze cu vegetație de Limonium spp. endemic de pe coastele mediteraneene.
La baza desemnării sitului se află mai multe specii protejate:
- plante (1): Dianthus rupicola
- păsări (7): barză albă (Ciconia ciconia), barză neagră (Ciconia nigra), erete de stuf (Circus aeruginosus), șoim călător (Falco peregrinus), gaia neagră (Milvus migrans), viespar (Pernis apivorus), silvie de tufiș (Sylvia undata)

Pe lângă speciile protejate, pe teritoriul sitului au mai fost identificate 10 specii de plante, 3 specii de mamifere, 2 specii de nevertebrate, 2 specii de reptile.